# Ślizgowiec
Ślizgowiec – wieżowiec znajdujący się w Katowicach przy alei Korfantego 8. Najwyższy na Śląsku wysokościowiec wzniesiony metodą ślizgu.

## Historia
Budynek zaprojektowany w 1965 r. przez Stanisława Kwaśniewicza i konstruktora Tadeusza Krzysztofiaka, zrealizowany w latach 1966-68. Technologię ślizgu opracował inżynier Stefan Prauza. Jest kolejnym obok Separatora, Pałacu Ślubów i Superjednostki obiektem wzniesionym w ramach koncepcji urbanistycznej „Śródmieście-Zachód”. Stanowił wspólny element kompozycji z poprzedzającym go pawilonem Biura Wystaw Artystycznych.

## Architektura
Bryła wieżowca o wymiarach 19,90 × 31,50 x 56, 93 m ma kształt smukłego prostopadłościanu o elewacjach wyżłobionych pasowo, ujętych loggiami. Gmach wzniesiono w konstrukcji mieszanej – dwie pierwsze kondygnacje w szkielecie żelbetowym, wyższe w żelbetowej technologii monolitycznej z wykorzystaniem urządzeń ślizgowych. Zastosowano innowacyjne rozwiązania w zakresie stropów, które były jednokierunkowo zbrojone, wykonywane w szalunkach i mocowane za pomocą teleskopowych stempli.
Gmach posiada 20 kondygnacji: 1 techniczną, 2 usługowe oraz 17 mieszkalnych.
W budynku znajduje się 17 mieszkań typu M-3 i M-5 oraz 204 typu M-2. Każde posiada loggię. Pralnię i suszarnię zlokalizowano w piwnicy.
Wieżowiec obsługiwały dwie windy 6-osobowe i jedna 10-osobowa produkcji wiedeńskiej firmy „Freissler”, działające na zasadzie fotokomórki.
W dwóch niższych kondygnacjach zlokalizowano usługi: sklep spożywczy, salon mody damskiej i męskiej „Strój” z punktem kosmetycznym i kawiarenką.
Pierwotnie zewnętrzne ściany wyłożono rekordową liczbą 2 mln niewielkich ceramicznych kostek w kolorach białym i czerwonym. Około 1977 r. zakryto je płytami azbestowo-ceramicznymi typu „ACEKOL” o charakterystycznym żółtym kolorze. Na dachu zamontowano neon reklamowy „Spółdzielnia Pracy Strój”.
W 2018 r. budynek poddano modernizacji według projektu wykonanego w Pracowni Architektonicznej Elżbiety Stankiewicz. Usunięto płyty, budynek ocieplono i pokryto okładziną z tynku mineralnego, pomalowanego farbą w odcieniach szarości.

## Galeria zdjęć

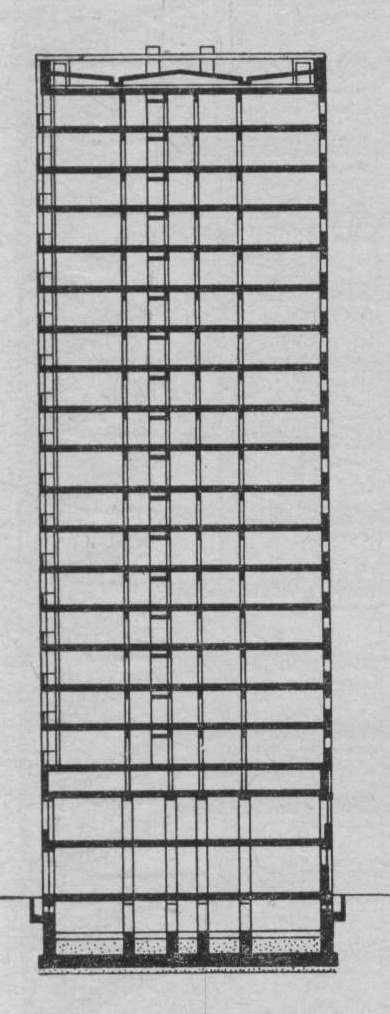
Przekrój
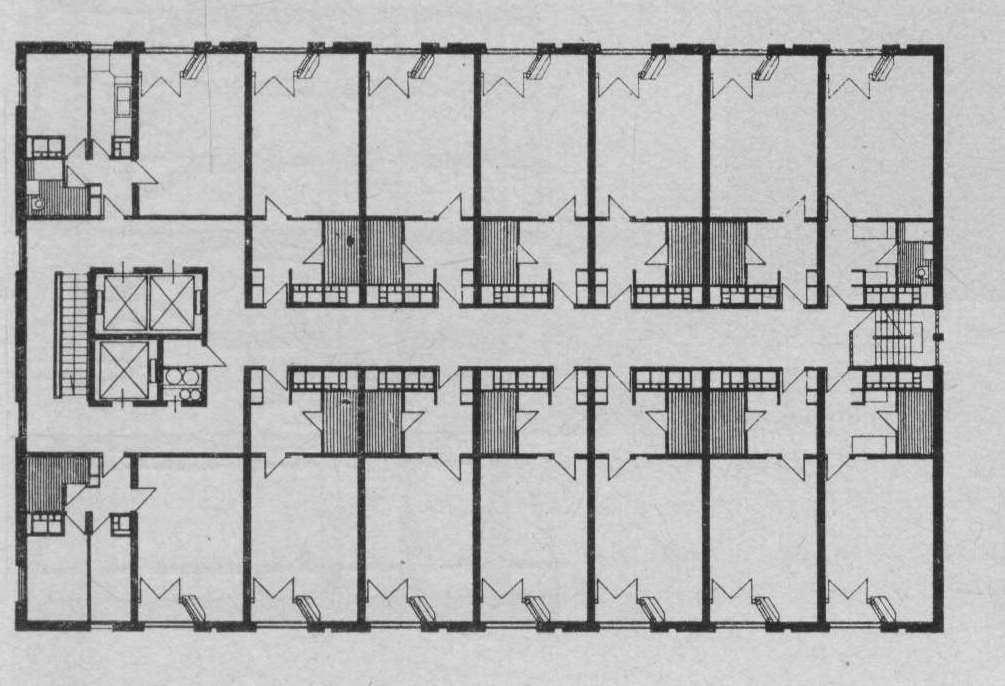
Rzut piętra
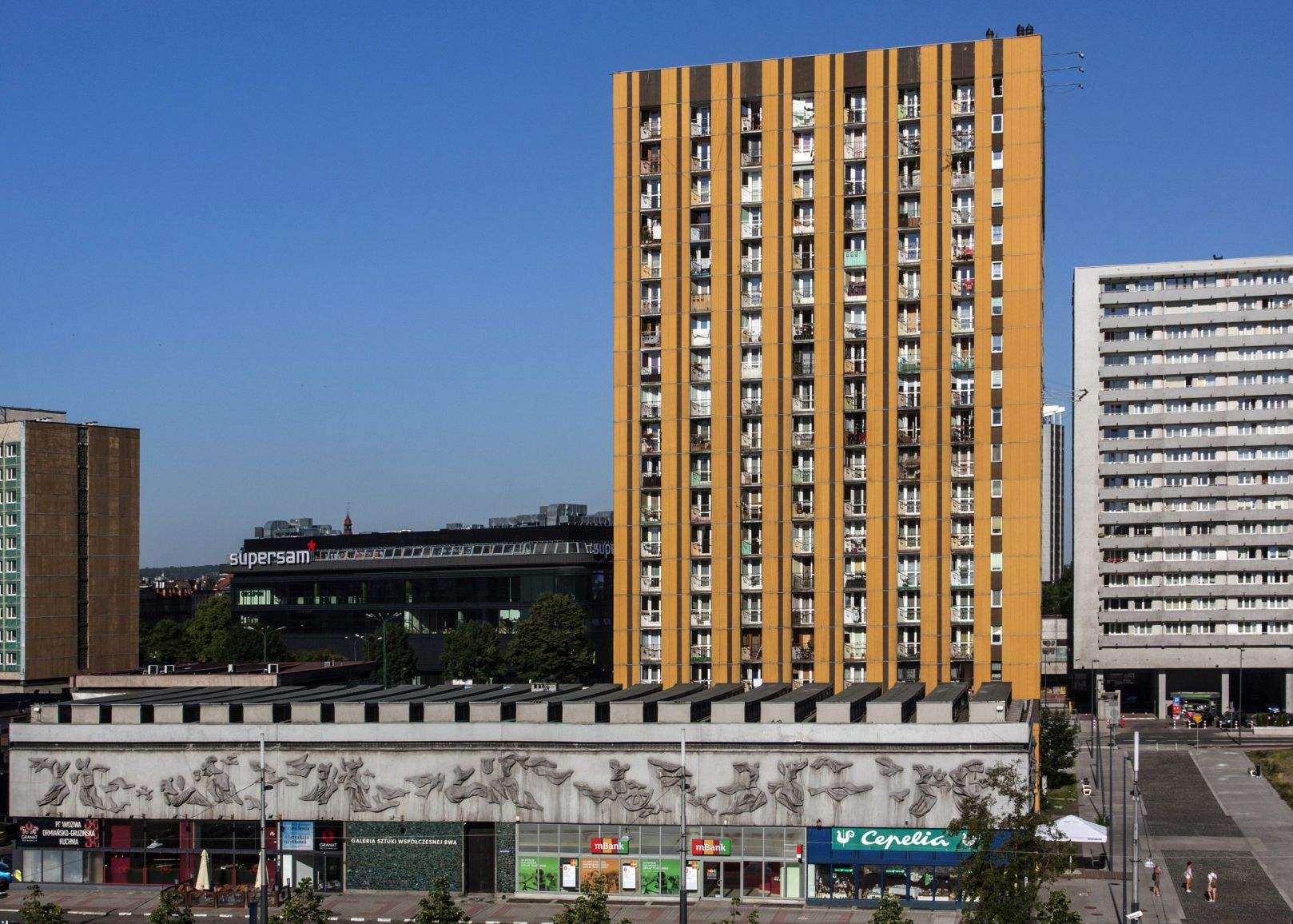
Widok na wieżowiec i poprzedzający go pawilon BWA (2017)
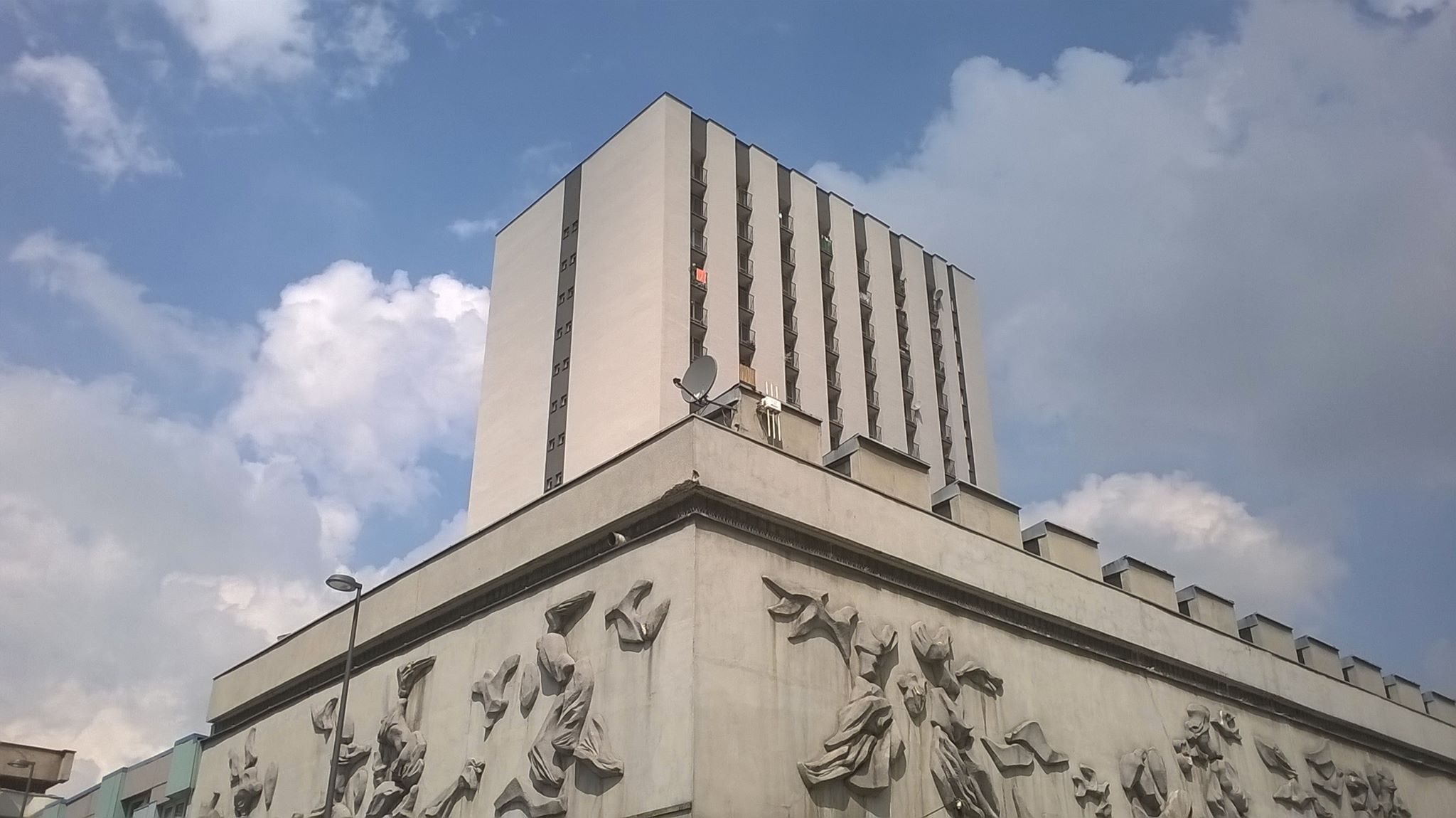
Elewacja pd-wsch (2018)